# 玉符河
玉符河，中华人民共和国山东省济南市内的一条河流，发源于济南市历城区南部山区，流经市中、长清、槐荫注入黄河，并分流小清河。

## 干流
玉符河发源于济南市历城区南部山区的锦绣川、锦阳川、锦云川，其中以锦绣川长度最长、水势最大、流域面积最广，济南南部山区属泰山余脉。南山三川汇入卧虎山水库，流出水库后始称玉符河。
玉符河首先北流入市中区党家街道和陡沟街道境内，经党家街道丰齐一带至槐荫区古城村南，折向西北于吴家堡街道北店子村注入黄河。玉符河是黄河下游的最后一条支流。
玉符河为季节性山洪河道，河道蜿蜒曲折，河道上游段为华北板块寒武系张夏灰岩，下游段为凤山组一奥陶系灰岩，岩溶裂隙发育。因局部河段的河床为奥陶系灰岩，河道渗漏严重。玉符河流经渴马崖时大量渗入地下，变为季节河，在丰齐以下渐恢复为明流，玉符河下渗的河水是济南诸泉的重量补给水源。

## 历史
北魏《水经注》中，已有对玉符河的记载，称之为“玉水”。宋代曾巩诗作《趵突泉》中的“一派遥从玉水分，暗来都洒历山尘”和明代晏璧《七十二泉诗 趵突泉》中的“渴马崖前水满川，江心泉迸蕊珠圆”则佐证了玉符河水流经市中区寨而头、渴马村时渗入地下而成为济南诸泉的水源。
清朝光绪三十年（1904年），在济南西郊睦里庄玉符河的东堤建睦里闸，将玉符河水引入东流的小清河，使小清河上源向西延至睦里闸，玉符河水注入小清河上游。后因年久失修，睦里闸成为防洪险点。1954年，加固睦里闸洞身，并在闸下游修筑直径约30米的养水盆。1965年，重建睦里闸，1966年5月底竣工。1982年初，对睦里闸进行闸前改建接长。2017年，槐荫区对睦里闸进行提升改造，翻修挡土墙护坡、改造闸室，并进行水闸园林绿化。经过多次整修加固后，睦里闸一带形成湿地景观“睦里清源”。
1997年，济南市水利局、山东师范大学完成“济南泉水来源试验研究”。研究者在玉符河沿岸水井释放微生物纤维毛壳菌示踪物，5至8天后便可在趵突泉、黑虎泉等处较大剂量检出，从而证明玉符河一带地下水与济南群泉之间连通性较好。

## 主要支流
玉符河有四条主要支流，分别是锦绣、锦云、锦阳三川和泉泸河，均为山洪型河道，来水量集中于汛期。三川的骨干河道，除特枯水年外，常年存在基本径流。三川中，以锦绣川最长，锦云川是最短。锦绣川全长36公里，流域面积221.6平方公里，流经历城区西营街道和仲宫街道；锦阳川全长32公里，流域面积181.9平方公里，流经柳埠街道。锦云川全长16公里，流域面积55.2平方公里。
锦绣川属常年性山洪河道，位于历城区仲宫街道以东，是南山三川中位置最北的，又被称为“北川”，主源是西营街道东部1.5公里佛峪东山下的盛泉，次源是上降甘村梯子山下的洪泉，第三处源头则在夏家村。三个源头在西营村附近汇流，其后水势逐渐变大，向西流经汪家场村、云河村和九曲村，之后流入锦绣川水库。出水库后向西流淌，流经商家庄、刘家庄、邱家村后，在郭而庄与泉泸河汇集，经过仲宫大桥后流入卧虎山水库。泉泸河，又称泉泸峪，发源于市中区十六里河街道义和庄，流至涝坡庄折向西南，经仲宫街道河圈村、东泉泸、西泉泸、凤凰村、钱家庄，在西郭而庄汇入锦绣川。上游建有泉泸水库，库容85.8万立方米。
锦阳川位于仲宫街道东南，又称南川，源头为柳埠街道黄巢水库，出水库后流经窝铺村转向西北，流经岱密庵、槲疃村后，在柳埠村汇入发源于长城岭、东北峪、亓城峪、西南峪的四股水流，其后流经突泉村和门牙村，在仲宫街道大并渡口村西与锦云川汇合，流入卧虎山水库。锦云川位于仲宫街道南部，又称西川、锦银川，源头位于长城岭北的仲宫街道高而办事处小核桃园村和南邱村，向北流经南高而村后，流入八大岭水库，出水库后流经邢家庄、汤家庄、并渡口村，后与锦阳川汇合，流入卧虎山水库。

## 流域
玉符河全长39公里，流域面积800余平方公里，是济南最大的季节性山洪河道。也有资料称玉符河总流域面积为827.3平方公里，河道全长40.8公里。
玉符河流域主要有卧虎山水库和锦绣川水库两座大型水库。卧虎山水库位于锦云川、锦阳川、锦绣川汇流处，库容量达1.2亿立方米，是济南市唯一的大型山区水库；锦绣川水库位于锦绣川上流，总库容4150万立方米。锦绣川水库大坝有10个溢洪口，每到汛期溢洪时，会形成高达30多米的瀑布。

## 饮用水源地
卧虎山水库131米等高线内、锦绣川水库250米等高线内库区及陆域为饮用水水源一级保护区，总面积12.6平方公里，执行国家标准《地表水环境质量标准》（GB 3838-2002）Ⅱ类标准。卧虎山水库、锦绣川水库周边小分水岭山脊线向水坡内除去一级保护区面积外的区域为饮用水水源二级保护区，执行《地表水环境质量标准》（GB 3838-2002）Ⅲ类标准。

## 备注
1. ↑  一说卧虎山水库库容1.1亿立方米[9]